# Kanton Brugge
Kanton Brugge is een kanton in de Belgische provincie West-Vlaanderen en het  gelijknamige arrondissement. Het is de bestuurslaag boven die van de desbetreffende gemeenten, tevens is het een gerechtelijk niveau waarbinnen vier vredegerechten georganiseerd worden die bevoegd zijn voor de deelnemende gemeenten. Beide types kanton beslaan niet noodzakelijk hetzelfde territorium.

## Gerechtelijke kantons Brugge
Brugge bestaat uit 4 gerechtelijke kantons die elk een vredegerecht inrichten en gelegen zijn in het gerechtelijk arrondissement West-Vlaanderen.
| kanton    | deel van stad Brugge                                                                                                 | andere gemeenten                              |
| --------- | --- | --------------------------------------------- |
| 1e kanton | gedeelte ten zuidoosten van het kanaal Gent-Brugge-Oostende en van het kanaal Brugge-Damme.                          | Beernem en Oostkamp.                          |
| 2e kanton | gedeelte ten noordwesten van het Boudewijnkanaal en het kanaal Gent-Brugge-Oostende                                  | Blankenberge, De Haan, Jabbeke en Zuienkerke. |
| 3e kanton | gedeelte ten noordoosten van het kanaal Brugge-Damme, van het kanaal Gent-Brugge-Oostende en van het Boudewijnkanaal | Damme en Knokke-Heist                         |
| 4e kanton | gedeelte ten zuidwesten van het kanaal Gent-Brugge-Oostende                                                          |                                               |

De vrederechter is bevoegd om kennis te nemen van alle geschillen met een waarde van minder dan 5.000,00 EUR en voor alle geschillen inzake huur, mede-eigendom, bewind, zakelijke rechten, ...
| Gebied           | Europese Unie    | België           | België           | België           | België           | Gent           | West-Vlaanderen | West-Vlaanderen             | West-Vlaanderen             | Brugge 1-4                      |                                 |                                 |                                 |
| Sociaal recht    | Hof van Justitie | Hof van Cassatie | Hof van Cassatie | Hof van Cassatie | Hof van Cassatie | Arbeidshof     | Arbeidshof      | Arbeidsrechtbank            | Arbeidsrechtbank            | Arbeidsrechtbank                | Arbeidsrechtbank                | Arbeidsrechtbank                |                                 |
| Handelsrecht     | Hof van Justitie | Hof van Cassatie | Hof van Cassatie | Hof van Cassatie | Hof van Cassatie | Hof van Beroep | Hof van Beroep  | Rechtbank van Koophandel    | Rechtbank van Koophandel    | Vredegerecht                    | Vredegerecht                    | Vredegerecht                    |                                 |
| Burgerlijk recht | Hof van Justitie | Hof van Cassatie | Hof van Cassatie | Hof van Cassatie | Hof van Cassatie | Hof van Beroep | Hof van Beroep  | Rechtbank van eerste aanleg | Rechtbank van eerste aanleg | Vredegerecht / Politierechtbank | Vredegerecht / Politierechtbank | Vredegerecht / Politierechtbank | Vredegerecht / Politierechtbank |
| Strafrecht       | Hof van Justitie | Hof van Cassatie | Hof van Cassatie | Hof van Cassatie | Hof van Cassatie | Hof van Beroep | Assisenhof      | Rechtbank van eerste aanleg | Rechtbank van eerste aanleg | Vredegerecht / Politierechtbank | Vredegerecht / Politierechtbank | Vredegerecht / Politierechtbank | Vredegerecht / Politierechtbank |

## Kieskanton Brugge
Het kieskanton Brugge ligt in het provinciedistrict Brugge, het kiesarrondissement Brugge en de kieskring West-Vlaanderen. Het kieskanton Brugge omvat de gemeenten Beernem, Blankenberge, Brugge, Damme, Jabbeke, Knokke-Heist, Oostkamp, Zedelgem en Zuienkerke en bestaat uit 193 stembureaus.
| Brugge           | Brugge           | Supranationaal         | Nationaal                         | Nationaal                         | Gemeenschap               | Gewest                    | Provincie                 | Arrondissement  | Provinciedistrict | Kanton          | Gemeente                                                                                      | District         |
| ---------------- | ---------------- | ---------------------- | --------------------------------- | --------------------------------- | ------------------------- | ------------------------- | ------------------------- | --------------- | ----------------- | --------------- | --------------------------------------------------------------------------------------------- | ---------------- |
| Administratief   | Niveau           | Europese Unie          | België                            | België                            | Vlaanderen                | Vlaanderen                | West-Vlaanderen           | Brugge          | Brugge            | Brugge          | Beernem, Blankenberge, Brugge, Damme, Jabbeke, Knokke-Heist, Oostkamp, Zedelgem en Zuienkerke | -                |
| Administratief   | Bestuur          | Europese Commissie     | Belgische regering                | Belgische regering                | Vlaamse regering          | Vlaamse regering          | Deputatie                 | Deputatie       | Deputatie         | Deputatie       | Gemeentebestuur                                                                               | Districtscollege |
| Administratief   | Raad             | Europees Parlement     | Kamer van volksvertegenwoordigers | Kamer van volksvertegenwoordigers | Vlaams Parlement          | Vlaams Parlement          | Provincieraad             | Provincieraad   | Provincieraad     | Provincieraad   | Gemeenteraad                                                                                  | Districtsraad    |
| Kiesomschrijving | Kiesomschrijving | Nederlands Kiescollege | Kieskring West-Vlaanderen         | Kieskring West-Vlaanderen         | Kieskring West-Vlaanderen | Kieskring West-Vlaanderen | Kieskring West-Vlaanderen | Brugge          | Brugge            | Brugge          | Beernem, Blankenberge, Brugge, Damme, Jabbeke, Knokke-Heist, Oostkamp, Zedelgem en Zuienkerke | -                |
| Verkiezing       | Verkiezing       | Europese               | Federale                          | Federale                          | Vlaamse                   | Vlaamse                   | Provincieraads-           | Provincieraads- | Provincieraads-   | Provincieraads- | Gemeenteraads-                                                                                | Districtsraads-  |